# Битва за Чернігів (2022)
Битва за Чернігів (також — оборона Чернігова) — частина бойових дій під час оборони України проти окупаційних військ РФ в рамках повномасштабного вторгнення РФ до України, що почалося 24 лютого 2022 року.
З початку повномасштабної війни на Чернігівщині було зруйновано 27 мостів і шляхопроводів. У Чернігівській області російські солдати пошкодили або зруйнували близько 3,5 тисяч будівель, серед них 80 % — це житло.
38 воєнних злочинів росіян проти культурної спадщини Чернігівщини зафіксувало Міністерство культури та інформаційної політики станом на 27 травня 2022 року.
В Чернігові російські військові завдали руйнувань 27 (з 34) школам та 37 (з 52) дитячим садкам, 3 (з 4) лікарням.
На 29 квітня 2022 року відомо про 68 дітей, постраждалих в Чернігівській області від дій російських військ з 24 лютого 2022.
Після звільнення області від російської окупації загарбники продовжили артилерійські обстріли та авіаційні удари по прикордонню.

## Перебіг подій

### Лютий

#### 24 лютого
Під час вторгнення Росії в Україну по річці Уж у районі сіл Великі Осняки та Рівнопілля було зупинено війська Російської Федерації. Станом на 17:00 того дня вівся танковий бій. Підрозділи 1-ї окремої танкової бригади Збройних сил України на околиці Чернігова зупинили колони броньованої техніки ворога.
Під Черніговом у полон здався розвідувальний взвод 74-ї мотострілецької бригади ЗС РФ, один із полонених — старшина 74 омсбр Костянтин Буйнічев повідомив, що його військовий підрозділ вдерся в Україну з Білорусі.
Указом Президента України цього дня створена Чернігівська обласна військова адміністрація, яку очолив В'ячеслав Чаус.

#### 25 лютого

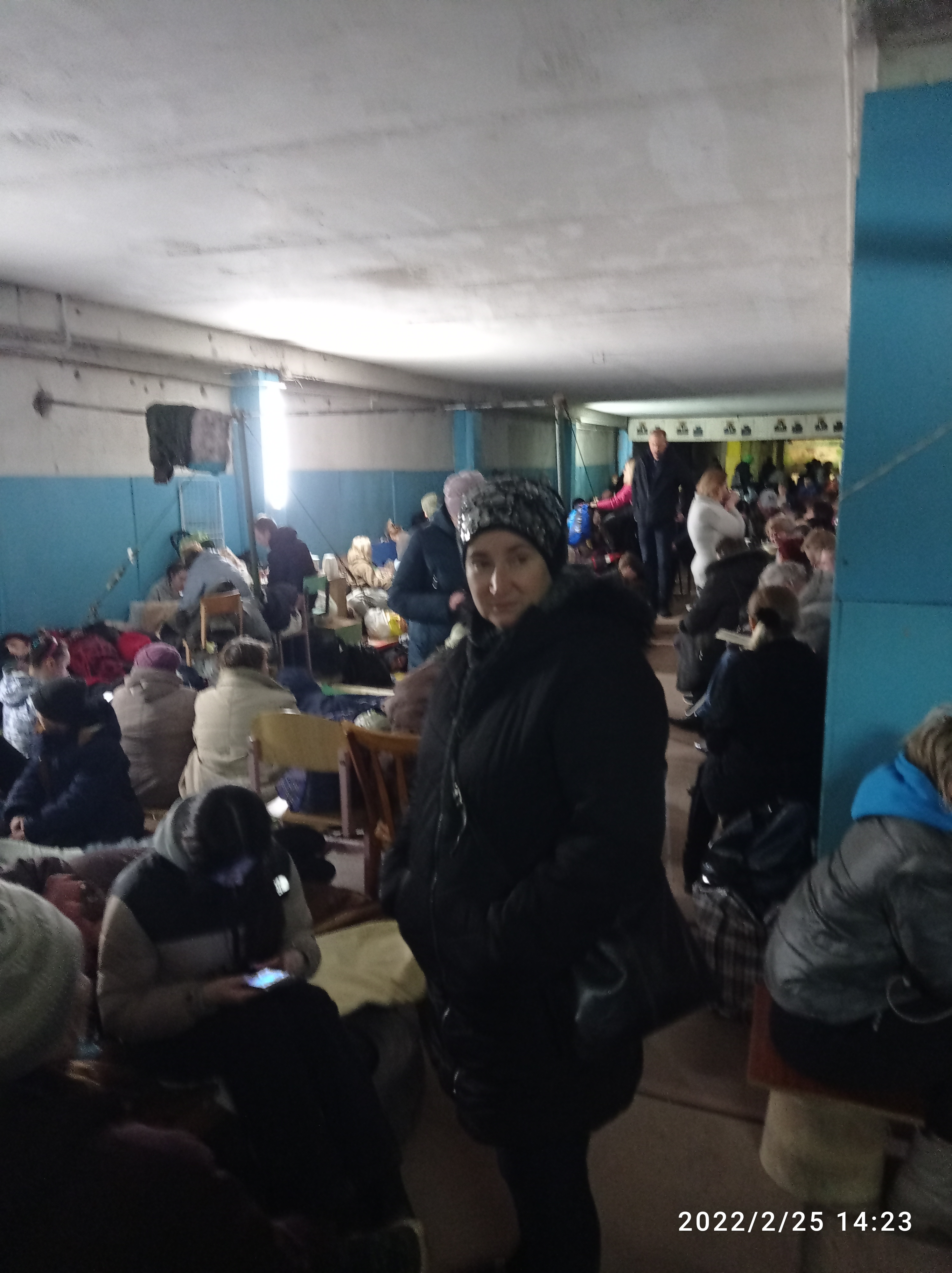
Бомбосховище в Чернігові

Два снаряди влучили у будівлю обласного управління СБУ (колишній будинок окружного суду 1904 року побудови). Натомість українські військові змусили ворога відступити з Чернігова у седнівському напрямку з Городні у Семенівку, знищили близько 20 одиниць ворожих танків у менському напрямку на Чернігівщині, а також знищили колону ворожої техніки, яка рухалася з гомельського напрямку на Чернігів, захопили трофеї: ворожу техніку та документи з особистими даними російських військових. Знищено ворожу техніку, яка рухалася у напрямку Ріпок. В області велися бої з окупантами.
Початок формування добровольчих груп руху опору Чернігівщини, яке складалось виключно з цивільного населення. Завданням груп було: збір та передача інформації про переміщення та місця зупинки техніки окупаційних військ, особового складу, проведення диверсійної діяльності, зустріч груп розвідки для супроводу в тил окупаційних військ, а також залучалися до спільних операцій, на виконання конкретних завдань, спрямованих на ефективну боротьбу з існуючою загрозою. 

#### 26 лютого
Містяни готуються до вуличних боїв: бійцям територіальної оборони видають зброю. Вдень російські війська обстрілюють Чернігів з «Градів»; є влучання в житлову забудову та лікарні. ЗС РФ зруйнували та спалили десятки будинків. Більшість пожеж оперативно загасили, жертв небагато. Найбільше руйнувань на ЗАЗі, біля будівельного магазину «Епіцентр» та біля Кільцевої.
При спробі прорватися до міста ліквідовано 2 танки окупантів. Під час боїв унаслідок атаки спільно зі Збройними силами України військовослужбовцям Нацгвардії України вдалося повернутися на свої позиції та захопити двох російських окупантів, які не встигли зреагувати на те, що сталося, і вимушені були здатися у полон. Один з них — начальник штабу в/ч 41659. Після відбиття атаки Збройні сили України захопили кілька російських танків під Черніговом. Під Городньою нанесено ракетний удар по колоні противника.
Пізно ввечері українські воїни підірвали російський ешелон із 56 цистерн із паливом.

#### 27 лютого
Вночі було повідомлення про обстріли на Чернігівщині. Росіяни вдарили по центру Чернігова, ракета влучила у двір між дитячою стоматологічною поліклінікою, міською дитячою бібліотекою ім. Довженка і житловою 9-поверхівкою на вулиці Кирпоноса. Внаслідок ракетного удару зруйновано молодіжний хаб — колишній кінотеатр ім. Щорса.
В Ічні місцеві жителі голіруч прогнали російських окупантів. Одним з підрозділів ЗСУ біля Прилук знищено танкову роту армії Росії разом з особовим складом.

#### 28 лютого
О 2:45 в житловий будинок у центрі Чернігова влучила ракета; зайнялася пожежа. Від 12:00 почався черговий обстріл, після обстрілів загорівся будівельний магазин Епіцентр. Чорний дим було видно з більшої частини мікрорайону. Магазин горів до пізнього вечора. Село Киїнка піддалося обстрілу — забороненими міжнародними угодами касетними боєприпасами.
На околицях Чернігова помітили появу ДРГ, які за підтримки бронетехніки намагалися прорватися до міста, ворожих диверсантів було знищено.
Вибухова хвиля від ракетного удару частково зруйнувала будівлю центральної міської бібліотеки імені Коцюбинського та бібліотеки для дітей імені Довженка.

### Березень

#### 1 березня
Російські окупанти обстріляли житлові райони з ракетних систем залпового вогню «Град» — мікрорайон Масани та проспект Миру. Загін територіальної оборони села Олишівка за кілометр від Олишівського ПСГ затримав двох диверсантів.

#### 2 березня
Окупантами було нанесено авіаудар по Чернігівській районній лікарні з пологовим та ковідним відділеннями. У мікрорайон Бобровиця поцілили 2 ракети.

#### 3 березня
Близько 08:10 у місті під час російського обстрілу снаряд влучив у нафтобазу, через це загорілося пальне.
В полуденну пору російські сили почали обстріл житлових будинків у центрі міста. О 12:30 окупанти вдарили ракетами по багатоповерховому житловому масиву в центрі. Станом на 20:00 відомо про 33 загиблих і 18 поранених.
Російська авіація також атакувала дві школи у районі Старої Подусівки та приватні будинки, попередньо 9 загиблих та 4 травмованих. 3 березня від авіаудару військ РФ по школі № 18 загинув чемпіон України з кікбоксингу, срібний призер Кубка світу Євген Звонок, його тіло знайшли 6 березня під завалами будівлі.
Станом на полудень 4 березня встановлено смерті 47 людей; врятовано 18 осіб.
З 3 по 30 березня під час окупації села Ягідне Чернігівської області російські військові загарбники утримували в підвалі школи близько 350 місцевих мешканців, серед них було 77 дітей, зокрема 5 немовлят. Перед тим, як помістити людей у підвал, їх привселюдно роздягали за мінусової температури повітря, проводили обшук та огляд. В підвалі були відсутні вентиляція, штучне або природне освітлення, водопостачання, водовідведення, вбиральня, а також місця для сидіння й відпочинку, засоби приготування їжі.

#### 4 березня
Тривав систематичний артобстріл житлових кварталів та об'єктів по всьому місту Чернігів. У Ріпках російські військові захопили місцевий відділ поліції, застреливши при в'їзді в населений пункт беззбройного місцевого жителя.
На околицях міста Чернігів за допомогою ПЗРК «Ігла-1» 1985 року випуску капітан Збройних сил України Сергій Чижиков став першим, хто збив новітній російський багатоцільовий надманеврений винищувач четвертого покоління Су-35 (вартість якого 40-65 млн доларів США).

#### 5 березня
10-й день опору: висування підрозділів 6-ї загальновійськової армії РФ та 1 танкової армії Західного військового округу РФ для проведення наступу на Чернігів та Ніжин.
На околицях Чернігова в Масанах військові збили російський штурмовик Су-34, що бомбив місто; обидвох пілотів знайдено (один загинув, а другий, Олександр Красноярцев, катапультувався й вбив людину після приземлення, льотчика взяли в полон). На місці падіння літака виявлено три бомби, спочатку ідентифіковані як фугасні бомби ФАБ-500. Пізніше група Conflict Intelligence Team повідомила, що на відео, де співробітники ДСНС дістають із однієї з них підривач, можна впізнати уламково-фугасно-запальну авіабомбу ОФЗАБ-500, що прямо заборонені міжнародним правом.

#### 6 березня
Станом на ранок 141 населений пункт області лишався без електроенергії. Ворожі атаки продовжилися, зокрема, російські окупанти скидали на житлові будинки важкі бомби, призначені для фортифікаційних споруд. До міста надходила гуманітарна допомога (продукти, медикаменти та інші речі). Через загрозу обстрілу фури одразу ж розвантажували.
Було обстріляно й пошкоджено музей-заповідник Михайла Коцюбинського. Того ж дня постраждав обласний художній музей імені Григорія Ґалаґана.

#### 7 березня

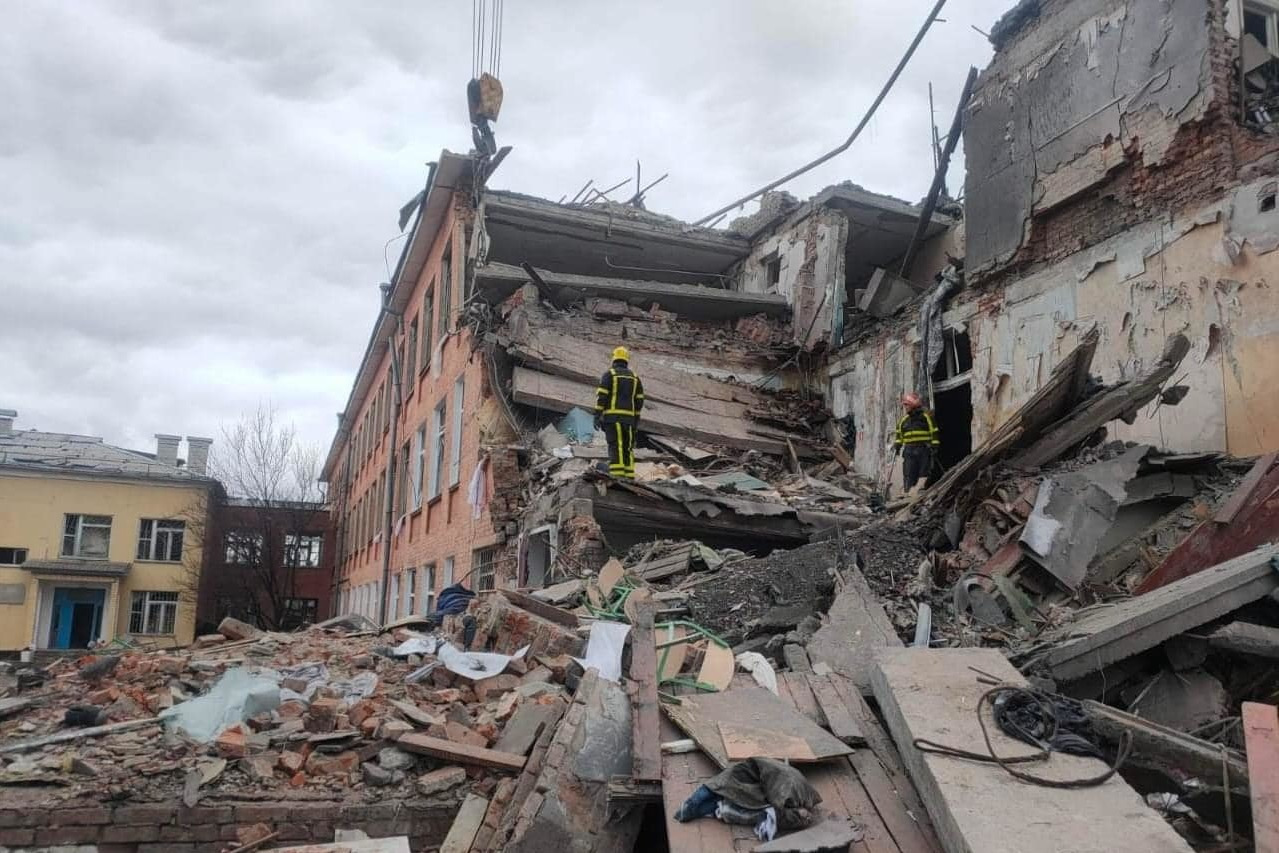
Наслідки руйнування школи № 21, 7 березня

Росіяни зруйнували дитячий садок і школу № 19 і 21, де навчалися 1697 учнів. Пошкоджений Єлецький Успенський монастир.

#### 8 березня
Російські окупанти продовжили обстріл Чернігова, місто перебувало в облозі. Зокрема, на місто було скинуто кілька некерованих авіабомб ФАБ-500.

#### 9 березня
Російські війська обстріляли цивільних, що намагалися виїхати з міста. Загинули 15-річний хлопчик та жінка. Водій із дружиною чули, як їх в кущах шукали ворожі солдати. Пізніше було встановлено, що тіло підлітка намагалися спалити.
Стало відомо про пошкодження обстрілом стадіону «Чернігів-Арена».

#### 10 березня
У Чернігівській області Збройні сили України знищили дивізіон балістичних оперативно-тактичних ракетних комплексів «Іскандер-М», які обстрілювали мирне населення. Одним з підрозділів ОК «Північ» відбувся бій із переважаючими силами противника. Унаслідок цього бою отримали трофеї: 10 робочих танків, зенітно-ракетний комплекс та броньовану евакуаційну машину.

#### 11 березня

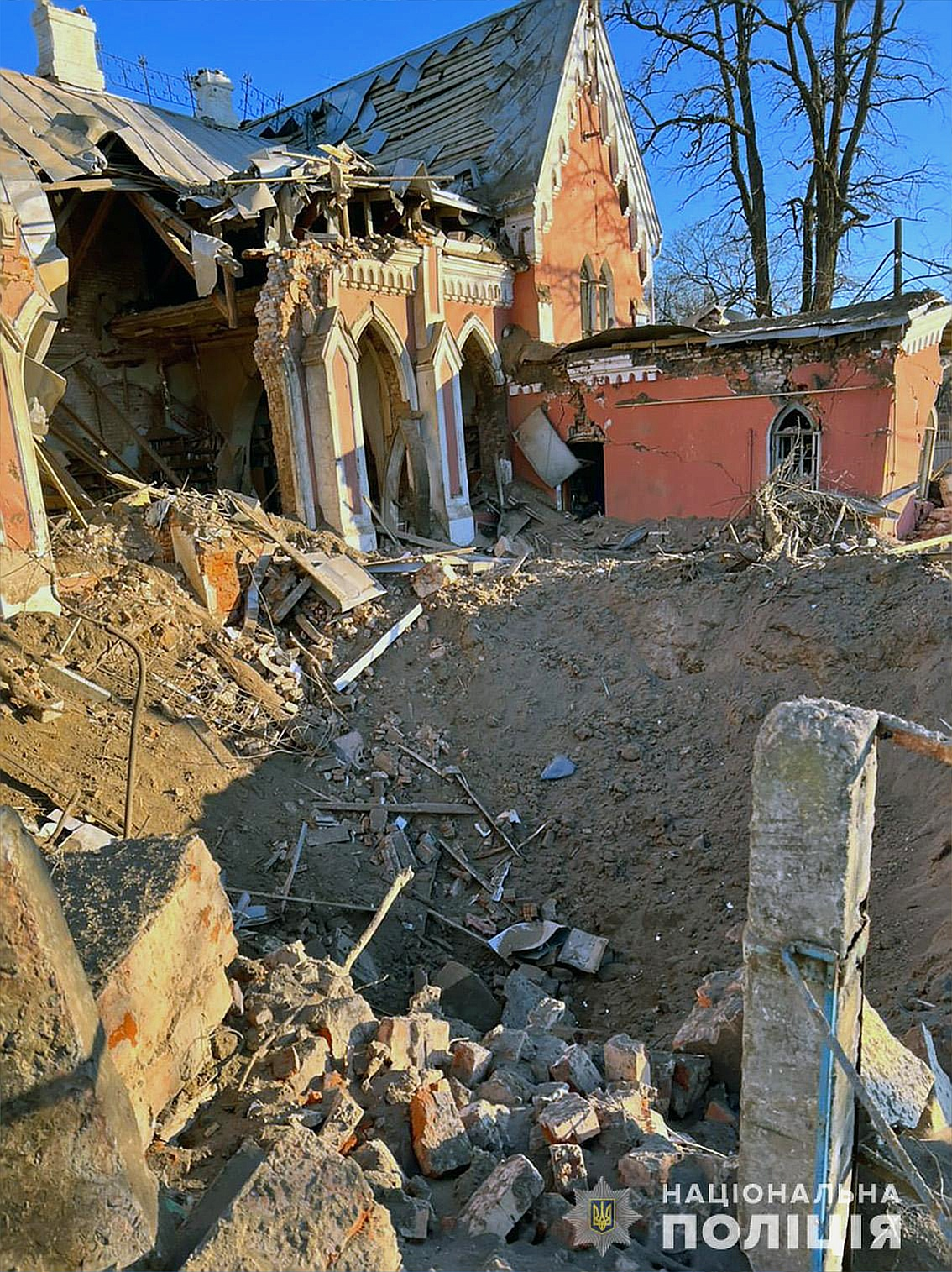
Юнацька бібліотека після авіаудару 11 березня 2022

Орієнтовно в 23.40 російська авіація здійснила ворожі авіаудари по стадіону ім. Ю. Гагаріна. Усі авіаудари були скеровані на об'єкти цивільної інфраструктури і на житлові будинки. Ворог продовжував завдавати місту артилерійських обстрілів. Трьома 500-кілограмовими бомбами напівзруйновано будинок Василя Тарновського, пам'ятку архітектури кінця XIX століття, що містив юнацьку бібліотеку. Близько 18:30 внаслідок обстрілу зруйновано та пошкоджено житлові будинки мікрорайону Шерстянка. Руйнувань зазнають об'єкти соціальної інфраструктури: тепло-, газо-, електро-, водопостачання. На 16:00 30-40 % осель з водою, відновлення водопостачання продовжується.
Анатолій Кульгейко, керівник Ріпкинської районної спільноти мисливців та рибалок, підірвав себе і двох окупантів гранатою, щоб не видавати списки місцевих мисливців.
На Чернігівщині сили спротиву звільнили 5 населених пунктів від російських військових. Водночас протитанкісти однієї з військових частин оперативного командування «Північ» знищили 9 одиниць танків, БМП, БТР та близько 50 військовослужбовців армії окупанта. У Чернігівській області 11 березня українські захисники ліквідували ворожий літак Су-34.

#### 12 березня
Близько 2 години ночі зруйновано готель «Україна» у Чернігові.
Близько 03:25 був здійснений авіаналіт на вулицю Жабинського і стадіон «Локомотив».
Оборонці звільнили ще два населених пункти, отримали в трофеях техніки ворога понад 10 одиниць, знищили підрозділи окупантів, які наносили ракетні удари по місту.

#### 13 березня
Вночі — три авіанальоти на Чернігів. Внаслідок авіаудару постраждали кілька багатоповерхівок в районі ЗАЗу. Був частково зруйнований гуртожиток, де загинула родина з 5 осіб (хлопчик та дівчинка по 3 роки, їхня сестричка 12 років та батьки). Російським обстрілом зруйнована церква УПЦ МП на кладовищі Яцево.
Хаотичні обстріли з БМ-30 «Смерч» центра міста та спальних районів. Ввечері зафіксовано дві спроби прориву російських окупантів у Чернігів. У цей час ворог здійснив авіаналіт, а потім застосував «Град».
З житлових масивів піротехніки ДСНС за добу вилучили три авіабомби ОФАБ-500. За попередньою інформацією: 7 осіб врятовано, 1 людина загинула, 1 травмована.
Навколо Чернігова — оборонні бої. При авіаційному нальоті на Чернігів був збитий літак окупантів типу Су.

#### 14 березня
Вночі агресор поцілив у Національний університет «Чернігівська політехніка» — розбив корпус.
Близько 06:00 у Чернігові від бомбового нальоту була зруйнована одна з насосних станцій подачі води на місто. Приблизно о 09:00 під час обстрілу російськими окупаційними військами до адміністративної будівлі АТ «Чернігівгаз» потрапив снаряд. Російські загарбники вкотре обстріляли житлові будинки та соціальну інфраструктуру міста. За попередньою інформацією, внаслідок обстрілів загинуло 10 людей.
Місто Ніжин обстріляний «Ураганом». Свідомий розстріл громадян України: з колони військової техніки РФ у тимчасово окупованому селі Мохнатин російські військові терористи з БМП розстріляли місцевих мешканців — трьох підлітків. Двом загиблим братам-близнюкам по 17 років і хлопець 19 років.
Унаслідок влучного вогневого ураження українські війська знищили російський командний пункт та значну кількість його живої сили і військової техніки.

#### 15 березня
20-й день опору: захисники військової частини ОК «Північ» знищили п'ять ворожих БМ-21 «Градів» та транспортно-заряджаючих машин.

#### 16 березня
Близько 10 ранку в Чернігові російські війська обстріляли людей, які стояли в черзі за хлібом: попередньо — 13 загиблих. За добу вбито 53 людини, агресор продовжує системні обстріли міста.
Вночі українські бійці ППО знищили російський військовий бомбардувальник Су-34, який завдавав авіаудари по Чернігову. Про це повідомили представники Оперативно-тактичного командування «Північ». Після силкування агресора прорвати оборону Чернігова за підтримки авіації та артилерії, захисники збили другий Су-34. Сили Територіальної оборони зупинили спробу російських військових прорватися до Чернігова. Артилерія ЗСУ знищила склад боєприпасів та понад 10 паливозаправників російських окупантів.

#### 17 березня

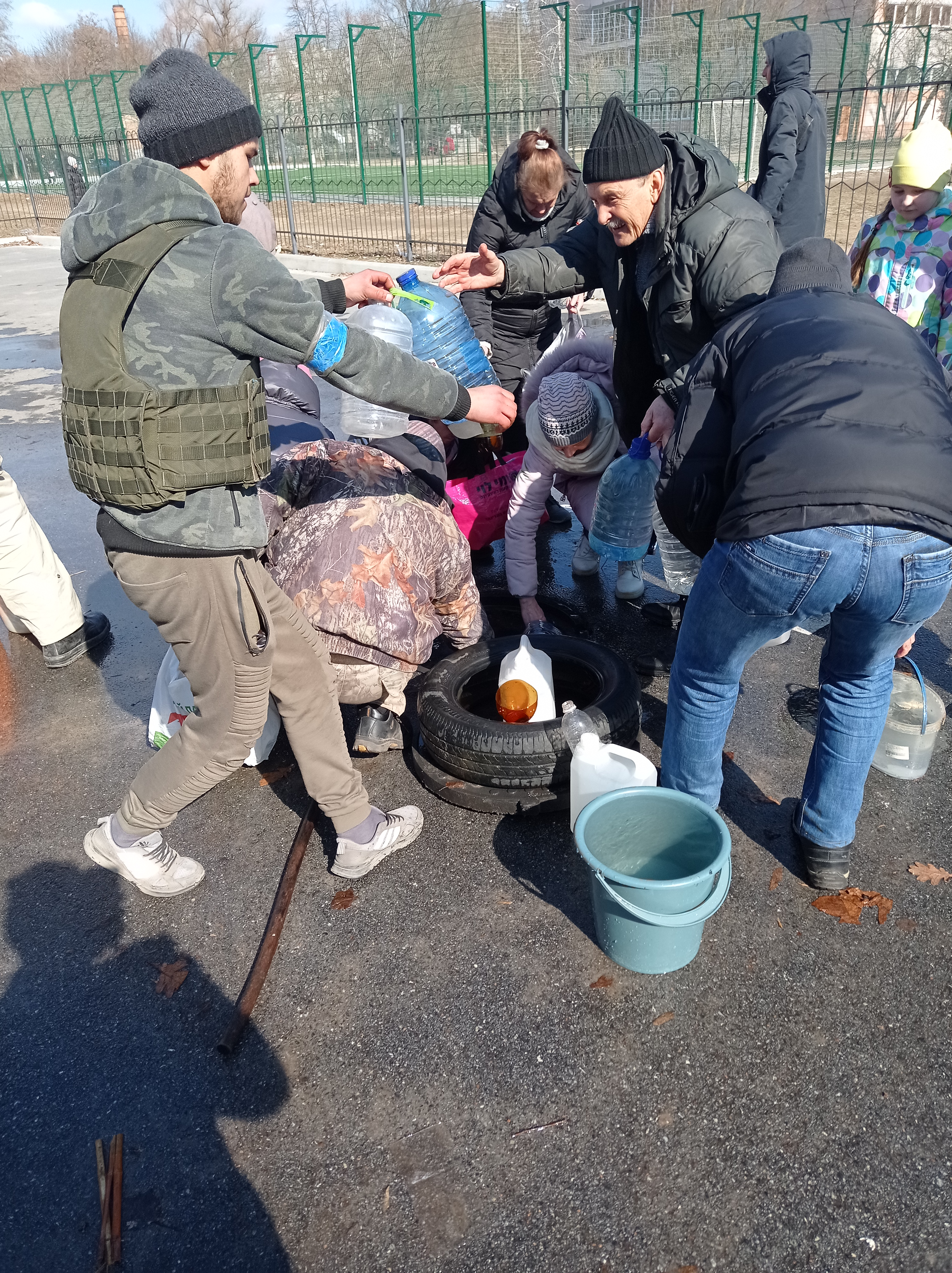
Черги за водою, 17 березня 2022

Близько 10-ї ранку російські війська обстріляли цивільних людей, які перебували на вулиці в мікрорайоні у центрі міста — загинули 14 осіб, є травмовані.
У місті через значні пошкодження водопроводів і насосних станцій практично відсутня вода. Чернігівці беруть воду із річок (Стрижень та Десна) та з імпровізованих криниць прямо з-під асфальту.
Оборонцями Чернігова було відбито дві спроби просування російських військових. Під Прилуками сили спротиву Сіверщини розбили групу окупантів. Захисники поповнили свій парк техніки окупантською одиницею РСЗВ «Ураган», ще одну — підбили. Знищені ворожі: БМП, танк, бронеавтівка «Тигр». Кремлівська армія зазнала втрат як в техніці, та і серед особового складу.

#### 18 березня
Українські захисники з числа військ оперативного командування «Північ» знищили ворожі: комплекс РЕР «Торн» та командно-спостережний пункт БТГр, артилерійським ударом по артилерії противника захисники знешкодили дві ворожі батареї.

#### 19 березня
Бомбардування зазнала 2-га міська лікарня. Обласна лікарня, яка приймала поранених військових і цивільних - продовжувала свою роботу. Лікарі жили на робочих місцях.

#### 20 березня
Надвечір у Чернігові росіяни обстріляли бус, який підвозив воду людям, внаслідок чого загинули волонтери.

#### 21 березня
На Сіверському напрямку російські війська вводять на територію України додаткові підрозділи, зокрема батальйонної тактичної групи зі складу 90-ї танкової дивізії.

#### 22 березня
Російські війська здійснили спробу зайти на північні околиці Чернігова з боку окупованого села Товстоліс. Значна кількість бронетехніки штурмувала лижну база на північних околицях Чернігова, взяття бази давало можливість окупаційним військам закріпитись на околиці міста.
Зранку підрозділи 41-ої армії зайняли частину лижної бази, взявши частину українських військовослужбовців в оточення, проте розвідники 1-ої танкової бригади і 134 батальйон охорони вибили противники з зайнятих позицій.

#### 23 березня
Вночі російська авіація розбомбила автомобільний міст через Десну біля Чернігова.
Через обстріл окупантами пішохідного моста в місті Чернігів родина з 11-річним хлопчиком отримали осколкові поранення. Після того, як російська армія обстріляла харчове підприємство в Чернігові, концентрація аміаку в повітрі перебуває в межах норми.
Сили захисту Чернігівщини знищили російську багатоцільову бронеавтівку «Тигр».

#### 24 березня
Упродовж ночі російська артилерія та авіація завдавали артилерійські та авіаційні удари по Чернігову. Протягом останніх 24 годин двоє загиблих і один поранений. Вдень російська ракета прилетіла в дерев'яну хату і не розірвалася.
В бібліотеках тимчасово окупованих територій Луганської, Донецької, Чернігівської та Сумської областей російські військові почали вилучати українську історичну та художню літератури, для цього залучили російські підрозділи «воєнної поліції». В містах Кремінна, Рубіжне (Луганська область), Городня (Чернігівська область) відомі випадки вилучення книжки «Справа Василя Стуса» Вахтанга Кіпіані. Окупанти мають перелік заборонених до згадування імен: Мазепа, Петлюра, Бандера, Шухевич, Чорновіл, книжки щодо історії українських Майданів, АТО/ООС, історії українських визвольних змагань, шкільні підручники історії України, наукову та популярну історичну літературу — знищують на місці або вивозять у невідомому напрямку.

#### 25 березня
30-й день опору: довелося закрити останній міст через Десну, що пошкоджений, — Чернігів перебуває в умовному оперативному оточенні ворога. Щонайменше 1,5 години російські військові обстрілювали гуманітарний коридор до Чернігова: багато цивільних людей та автомобілів, які чекали на дозвіл, аби переправитися до Чернігова або забрати своїх рідних звідти, близько 16:50, через 15 хвилин після того, як безпілотник зафіксував скупчення людей. Спочатку росіяни стріляли зі «Смерчу», потім з артилерії калібром 122 мм, далі підключився міномет, а на фінальному етапі — танк. Присутня знімальна група каналу TRT World (Туреччина), — досвідчені військові журналісти були шоковані жорстокістю російських військових у ставленні до мирного населення.
Міністерство юстиції України повідомило, що російські загарбники знищили архівний підрозділ Служби безпеки на Чернігівщині, де зберігалися документи, які стосуються репресій радянського режиму проти українців.

#### 26 березня
Російські військові знову атакували Чернігів та область. Внаслідок обстрілів пошкоджено дві школи та низка житлових будинків.
Російські військові воюють з українськими цивільними службовцями, підприємцями, застосовуючи погрози, насильство, викрадення тощо.

#### 27 березня
Під час наведення понтонного мосту через Десну поблизу Чернігова загинув начальник штабу 40-го інженерно-саперного полку (в/ч 14330, Ішим, Тюменська область, РФ) підполковник Олександр Корник. Разом із ним загинуло 8 військових, 17 поранено.

#### 28 березня
Російська армія кілька разів обстрілювала житлові райони у північній частині міста. Попередньо — застосовані міни. Російські військові обстріляли багатоповерхівку та комплекс відпочинку. Є значні пошкодження будинків та цивільної інфраструктури. Окупанти знищили мости в районах населених пунктів Конотоп, Стара Рудня, Смяч, Малий Дирчин та Великий Дирчин. Загарбники продовжують блокувати Чернігів.
За наявними даними, російські військові зайди відійшли з населеного пункту Сновськ, знищивши міст через річку Снов.
На Чернігівщині українські військові ОК «Північ» знищили: 2 бронеавтівки «Тигр», вантажний автомобіль «Урал» з БК та танк Т-72;
пошкодили: 8 одиниць техніки противника; захопили: вантажний автомобіль «Урал» з сухим пайком.

#### 29 березня
Біля Чернігова під артилерійський обстріл потрапили волонтери, які везли вантаж для військових та містян — команда отримала контузії та поранення, вантаж та автомобілі знищені.
Російські військові зайди викрали на Сновщині старосту села Нові Боровичі Анатолія Сірого.
Російське ЗМІ «РИА Новости» оприлюднило заяву заступника міністра оборони РФ О. Фоміна: «Російська делегація за підсумками першого дня стамбульських переговорів оголошує про два кроки щодо деескалації конфлікту назустріч Україні: у військовій сфері — кардинальне скорочення військової активності на Київському та Чернігівському напрямах; …», проте російський зміст «деескалація», «кардинальне скорочення військової активності» — «не означає припинення вогню», — пояснив глава російських переговорників.

#### 30 березня
Вночі Чернігів і передмістя Ніжина зазнали потужних артилерійських ударів, Ніжин й авіаудару, постраждала цивільна інфраструктура. Мешканці Чернігова чули нічну перестрілку зі стрілецької зброї. В Ніжині постраждало 6 мирних громадян, з них 1 дитина, одна людина померла. Пошкоджено 10 приватних будинків, 3 зруйновано.
Обстрілом пошкоджено будівлю Дворянського земельного банку, що містить обласну наукову бібліотеку імені Короленка.
Біля 11-ї ранку п'ять автобусів цивільних волонтерів потрапили під прицільний вогонь російських військових, коли намагалися проїхати в оточене місто, щоб евакуювати людей. Разом з волонтерами під обстріл потрапили близько 10 людей. Попередньо, через обстріл загинула волонтерка, четверо людей отримали поранення. Один з автобусів проїхав попри пробиті шини. Водія поранено, його доправили до лікарні.
У повідомленні Міноборони: «За повідомленнями місцевих мешканців, у селі Новий Биків (Чернігівська область) російські солдати взяли у заручники та посадили у вантажівки місцевих дітей. Мета цих дій — страхування колони військової техніки на марші. Окрім того, окупанти використовують дітей як заручників — в якості гарантії, що місцеве населення не видаватиме координати переміщення ворога українським захисникам», також додали, що подібні випадки фіксуються в Сумській, Київській, Чернігівській, Запорізькій областях.
Збройні сили України розбили підрозділ логістики російських військових на Чернігівщині.

#### 31 березня
Російський військовий в телефонній розмові зізнався в тому, що його спільники рівняють Чернігів із землею.

На Чернігівщині українські військові звільнили два населені пункти: Слобода та Лукашівка.

### Квітень

#### 1 квітня
Через російський обстріл Чернігівського обласного центру сучасної онкології двоє працівників зазнали осколкових поранень, ще одна людина отримала контузію.
Російський військовослужбовець 21-ї окремої мотострілецької бригади військової частини № 12128 збройних сил РФ 1 квітня 2022 року розстріляв двох мешканців села Гайворон, що їх утримували у погребі в Дмитрівській громаді Ніжинського району.
«Після відходу противника підрозділами Збройних Сил України взято під контроль населені пункти Рудня, Шевченкове, Бобрик, Стара Басань, Нова Басань, Макіївка, Погреби, Бажанівка, Володимирівка, Шняківка, Сальне, Софіївка, Гаврилівка», — повідомили у Генштабі ЗСУ.
Росіяни покинули Городню на Чернігівщині. Перш ніж піти, окупаційні війська Росії підірвали переправу та відрізали частину громади від зв'язку з Черніговом. На околицях Городні росіяни залишили розбиту техніку, її будуть використовувати для того, щоб спробувати полагодити міст та відновити сполучення з обласним центром. Наразі шукається можливість доставити у Городню готівку, щоб виплатити пенсії та інші соціальні виплати людям. Доки Городня була в окупації, людям видавали по 500 гривень. Паралельно працювали комунальні служби, вистачало продуктів та ліків. Порядок охороняли добровольці, чергували та патрулювали місто.

#### 2 квітня
Чернігівщину повністю звільнено. Триває зачистка

#### 4 квітня
Відновлено сполучення між Києвом та Черніговом. Відтепер трасою через Гончарівське містяни та негабаритні авто з гуманітарним вантажем можуть дістатися до Чернігова.
.
«Місто знищено на 70 %. Люди вже перестали цікавитись, скільки мін прилетіло, чи 20, чи 30. Журналістів постійно цікавить, скільки було обстрілів і які наслідки. Наслідки дуже тяжкі, такі ж як і в Бучі, такі ж, можливо, як в Харкові та Маріуполі», — зазначив мер міста Владислав Атрошенко.
«Количівка, Ягідне, Іванівка… Ці населені пункти Чернігівської області ще довго пам'ятатимуть жахи війни…, нині населені пункти звільнені від рашистської навали. Територія зачищається і контролюється військовими ЗСУ. Населенню завозять гуманітарну допомогу», — повідомляє Оперативне командування «Північ»
.

#### 6 квітня
Стало відомо, що під час боїв за Чернігів український танк вступив у бій проти колони російської бронетехніки. Сталося це у селі Нова Басань на Чернігівщині. Українські танкісти на Т-64 зайняли вигідну позицію серед напівзруйнованих будівель і вели звідти вогонь по російських загарбниках. Знищивши російський БТР-82, військові ЗСУ уповільнили колону. Завдяки цьому українська артилерія змогла завдати удар по ворогу.

## Втрати

### Втрати серед військовослужбовців ЗСУ
24 лютого 2022 під час оборони Чернігова загинув Рибачик Владислав Володимирович.
Також 24 лютого у Чернігові загинув заступник командира навчальної роти Бандровський Олександр
.
26 лютого загинув Майстер-Сержант Сумського прикордонного загону Бурим Віталій Олексійович.
26 лютого внаслідок обстрілу загинув Мінков Іван Григорович.
Також 26 лютого під час бою з диверсійною групою загинули прикордонники 105-го прикордонного загону Горицький Олександр Михайлович, Ховренко Андрій Васильович та Чубань Сергій Миколайович.
13 березня 2022 року під час виконання бойового завдання в селі Новий Білоус Чернігівського району загинув Піун Денис Олександрович.

## Допомога руху опору
За словами підприємця Артема Севастьяна, який долучився до оборонуи України в перші дні вторгнення і був координатором Руху Опору на Чернігівщині, його група передала понад 500 координат для ЗСУ, вражено було близько 200 цілей: колісна, частково і важка техніка.